# Derevo
DEREVO — российский авангардный театр, основанный в 1988 году в Ленинграде Антоном Адасинским.

## История
Театр (группа) DEREVO основан в 1988 году в Ленинграде Антоном Адасинским, получившим известность в 1980-х годах, благодаря участию в «Лицедеях» Вячеслава Полунина, а позднее в качестве фронтмена группы АВИА. Кроме Антона Адасинского среди первых участников — основателей DEREVO — были: Татьяна Хабарова, Елена Яровая, Дмитрий Тюльпанов, Алексей Меркушев.
В своем манифесте группа дистанцируется от понятий «театр», «актёр», «роль» и т. д. Тем не менее, среди многочисленных перформансов и акций особое место занимают спектакли DEREVO, которые играются на театральной сцене или специальных площадках, например, в цирковом шатре.
Значительное влияние на DEREVO оказал японский танец Буто. Не ограничиваясь этим, DEREVO смешивает в своих выступлениях на сцене и под открытым небом танец, пантомиму, клоунаду и многие другие выразительные приёмы.
Кроме своих выступлений DEREVO выпускает собственные музыкальные CD с музыкой композиторов, с которыми группа сотрудничала за время своего существования, фотоальбомы. В 2001 г. прошла премьера фильма «Юг. Граница», постановка и производство которого были полностью реализованы участниками DEREVO.
С момента своего основания DEREVO принимает участие в театральных фестивалях в Европе и по всему миру, получает значительное количество престижных фестивальных наград.
После нескольких лет работы в Ленинграде-Петербурге, DEREVO также базировалось в Праге, Флоренции, Амстердаме. С 1997 года DEREVO имеет постоянную репетиционную базу в Дрездене (Германия).
С 2003 года DEREVO работает и показывает как минимум одну премьеру в год в легендарном дрезденском культурном комплексе Геллерау (Festspielhaus Hellerau), основанном в начале XX в. при участии Эмиля Жак-Далькроза.
Антон Адасинский и DEREVO также постоянно работают, проводят мастер-классы и выступают в Санкт-Петербурге. В последние годы были организованы выступления DEREVO в Москве, Самаре, Новосибирске и других российских городах.

## Призы и награды
- «Золотая Маска» (2007)
- «Приз Берлинской академии искусств» (2000)
- «Приз жюри критиков фестиваля современной пантомимы MIMOS, Перигье (Франция)» (2000)
- Награды на Эдинбургском фестивале: «Fringe First» (дважды), «Total Theatre Award» (дважды), «Herald Angel» и «Herald Archangel»